# Фридрих Август II (Саксония)
Фридрих Август II или Фредерик Аугустус II (на немски: Friedrich August II. Albert Maria Clemens Joseph Vincenz Aloys Nepomuk Johann Baptista Nikolaus Raphael Peter Xaver Franz de Paula Venantius Felix von Sachsen; * 18 май 1797, Вайсензе, Тюрингия; † 9 август 1854, Карьостен, Тирол) от фамилията на Албертинските Ветини, е от 1836 г. до смъртта си третият крал на Саксония.

## Биография
Фридрих Август е най-големият син на принц Максимилиан Саксонски (1759 – 1838), който е най-малкият син на курфюрст Фридрих Кристиан, син на полския крал Август III. Майка му е Каролина Бурбон-Пармска (1770 – 1804), дъщеря на херцог Фердинанд I Пармски и ерцхерцогиня Мария Амалия Австрийска, която е дъщеря на императрица Мария Терезия.
Фридрих Август е офицер през Освободителните войни. През 1836 г. той поема управлението от чичо си Антон, с когото от септември 1830 г. е сърегент. Той бързо е заобичан от населението.
По време на едно пътуване в Тирол Фридрих Август претърпява инцидент - теглената от него карета се обръща и той попада под копитата на кон, който го рита по главата. Умира, без да дойде в съзнание, на 9 август 1854 г. в Карьостен и е погребан на 16 август 1854 г. в католическата дворцова църква в Дрезден. В негова памет на мястото на катастрофата вдовицата му Мария Саксонска построява кралска капела.
Негов наследник става по-малкият му брат Йохан, който управлява Саксония до смъртта си през октомври 1873 г.

## Фамилия
На 7 октомври 1819 г. Фридрих Август се жени в Дрезден за втората си братовчедка ерцхерцогиня Мария Каролина Австрийска (1801 – 1832), дъщеря на император Франц II и Мария-Тереза Бурбон-Неаполитанска. Бракът е бездетен.
Една година след смъртта на първата му съпруга той се жени за принцеса Мария Анна (1805 – 1877), дъщеря на баварския крал Максимилиан I Йозеф и Каролина Баденска. И този брак е бездетен.
Фридрих Август има извънбрачен син:
- Теодор Улиг (* 15 февруари 1822, † 3 януари 1853) – музикант, композитор и публицист.